# Mighty Servant 3 (schip, 1984)
De Mighty Servant 3 is een halfafzinkbaar schip dat in 1984 werd gebouwd door Oshima Shipbuilding voor het Nederlandse bedrijf Wijsmuller Transport, later Dockwise en tot de overname door Boskalis. Het dek is 40 meter breed en 140 meter lang.
De Mighty Servant 3 vervoert vooral ladingen voor de olie-industrie zoals boorplatforms en aanverwante zaken.
Om de grote ladingen aan boord te nemen worden de ballasttanks gevuld met duizenden liters water waardoor het dek onder de waterlijn zakt. De lading wordt naar de juiste plaats gevaren waarna de ballasttanks weer langzaam geleegd worden. Het schip komt hierdoor weer omhoog, tilt de lading uit het water en is klaar om te vertrekken.
Op 6 december 2006 zonk het schip in 62 meter diep water bij de haven van Luanda in Angola toen het een boorplatform afzette. Er waren geen slachtoffers. Het schip werd geborgen door Smit Internationale en op 26 mei 2007 overgedragen aan de eigenaar. Het schip is gerepareerd en in augustus 2009 weer in gebruik genomen.